# 제1차 고려-거란 전쟁
제1차 고려-거란 전쟁은 993년(성종 12년) 10월 요나라의 동경유수 소손녕(蕭遜寧)이 약 80만 명의 대군을 이끌고 고려를 침공한 전쟁이다.

## 경과
993년 5월과 8월의 두 차례에 압록강 부근의 여진으로부터 거란이 고려를 침입할 것이라는 통고가 있더니, 10월에 소손녕의 거란군이 고려를 침략하였다.
당시 고려 조정에서는 박양유(朴良柔)와 서희(徐熙) 등을 보내 이를 막는 한편, 성종(成宗)이 안북부까지 나아가 전선을 지휘하였다. 하지만 봉산군(蓬山郡)을 빼앗기고 선봉장 윤서안이 사로잡히자, 성종은 서경으로 돌아왔으며, 조정에서는 이몽전(李蒙戩)을 청화사(請和使)로 하여 내침의 진의를 타진케 했으나, 소손녕은 항복만 요구할 뿐 명분없는 침입이었다.
또한 고려 조정에서는 “임금께서 서울의 대궐에 돌아가서 중신(重臣)을 시켜 군사를 거느리고 항복을 청해야 합니다.”(항복론)와 “서경 이북의 땅을 떼어서 거란에게 주고 황주(黃州)부터 절령(岊嶺)까지를 국경으로 삼는 것이 좋겠습니다.”(할지론) 등의 의견이 나왔고, 할지론이 대세로 굳어가는 경향을 보였다. 하지만 서희와 이지백(李知白) 등이 항전을 강력히 주장하였으므로 성종도 이에 따르게 되었다. 한편 소손녕은 안융진(安戎鎭)을 공격하다 실패하자 고려에 화친을 제안하였다. 고려 조정에서는 서희를 급파해 소손녕의 화친 제의에 답하였다.
소손녕은 서희와의 담판에서 이렇게 말하였다.
너희 나라는 신라 땅에서 일어났고 고구려는 우리 소유인데도 너희들이 침략하여 차지했다. 그리고 우리와 국경을 접하고 있음에도 바다를 건너 송을 섬기고 있기 때문에 오늘의 출병이 있게 된 것이다. 만약 땅을 분할해 바치고 조빙을 잘 한다면 무사할 것이다.

그러자 서희는 이에 대해 소손녕의 말을 반박하였다.
그렇지 않다. 우리나라는 고구려의 옛 땅이다. 그 때문에 국호를 고려라 하고, 평양에 도읍한 것이다. 국경 문제를 두고 말한다면, 요나라의 동경도 모조리 우리 땅에 있어야 하는데 어찌 우리가 침략해 차지했다고 하는가? 게다가 압록강 안팎은 우리 땅인데, 지금 여진이 그 땅을 훔쳐 살면서 완약하고 교활하게 거짓말로 길을 막고 있으니 요나라로 가는 것은 바다를 건너는 것보다 어렵다. 조빙이 통하지 않는 것은 여진 때문이니, 만약 여진을 쫓아내고 우리의 옛 영토를 돌려주어 성과 보루를 쌓고 도로를 통하게 해준다면 어찌 감히 조빙을 잘 하지 않겠는가?

이에 고려는 동여진을 몰아내고 흥화진(興化鎭), 통주(通州), 귀주(龜州), 곽주(郭州), 용주(龍州), 철주(鐵州) 등의 이른바 강동 6주를 설치하여 그 영토를 압록강까지 확장시켰다. 결국 제1차 고려-거란 전쟁의 목적은 고려와 송나라의 관계를 단절시키고 요와 교류하게 하려는 목적에서 나온 것이었다. 이로써 요는 고려에 대해 형식적인 사대의 예를 받아 침공의 목적을 달성했으며, 고려는 강동 6주를 획득하여 실리를 얻게 되었다. 그러나 실제로 고려는 요나라와의 약조와는 달리 비공식적으로나마 송나라와 계속 교류하였고, 요나라 또한 강동 6주가 동여진 정벌과 고려 압박에 가치가 크다는 사실을 알고 재침략의 기회를 엿보게 되었다.

## 같이 보기
- 한국의 역사